# Aktywność twórcza
Aktywność twórcza – ogół złożonych zachowań jednostki, które cechuje element nowości wykraczający poza zachowania stereotypowe; a.t. może być odpowiedzią na to co dzieje się aktualnie, gdy jednostka zostaje pobudzona do działania o charakterze zadaniowym.

## Cechy aktywności twórczej
Główną cechą aktywności twórczej jest inwencja podmiotu, wyrażająca się w tym, że jednostka chcąc osiągnąć cel, sama decyduje o rodzaju i sposobie działania. Ważną cechą jest element nowości, pojmowany subiektywnie i obiektywnie. W pierwszym ujęciu nowość jest tym co występuje po raz pierwszy w wyuczonym zachowaniu jednostki, a w drugim pojawia się jako zachowanie jednostki, które nigdy wcześniej nie wystąpiło u niej i innych jednostek.

## Znaczenie aktywności twórczej
Znaczenie aktywności twórczej należy ujmować dwuwymiarowo, zwracając uwagę na korzyści wynikające dla jednostki, i społeczeństwa. Właśnie aktywność jednostki jest jedynym wyrazem jej osiągnięć rozwojowych, szczególnie zmian jakościowych. Jest to stwierdzenie domagające się pobudzania do aktywności twórczej w czynnościach pedagogicznych. Aktywność ta jest ważna dla pedagoga w kwestii tworzenia jednostce możliwości samodzielnych działań w rozwiązywaniu sytuacji problemowych oraz ograniczaniu gotowych wzorów zachowań. Niedocenienie i zaniechanie pobudzania aktywności twórczej u dzieci prowadzi do ograniczenia jej rozwoju w późniejszych latach. Zaniedbywanie to ma również ogromny wpływ na zaspokajanie potrzeby dziecka do wzrastania skierowanego ku przyszłości. Aktywność twórcza dziecka jest więc jego potrzebą biologiczną, którą należy zaspokoić dla osiągnięcia optymalnego rozwoju jednostki.

## Postawa twórcza
Istotą twórczości jest tworzenie nowych i wartościowych rzeczy z perspektywy twórcy. Wynika z tego postawa twórcza nazywana przez Roberta Glotona i Clauda Clero „dyspozycją do tworzenia”, która w oczekiwaniu istnieje u wszystkich jednostek, niezależnie od wieku. Jeżeli rozpatrujemy aktywność twórczą z pozycji dziecka, to chodzi głównie o zachowania nowe i wartościowe dla niego samego, nacechowane wewnętrzną motywacją do działania. I tak korzystając z subiektywnego kryterium, „oceniamy zachowanie dziecka jako twórcze, jeśli zawiera ono elementy nowe w stosunku do dotychczasowego własnego doświadczenia, i to nawet wówczas, gdy inni od dawna znają i realizują ten sposób postępowania w podobnych sytuacjach. Stosując drugie kryterium, jako twórcze uznamy tylko takie zachowanie, które dotychczas u nikogo nie występowały”.